# Nereus (mitologia)
Nereus (także Nereusz, gr. Νηρεύς Nēreús, łac. Nereus, gr. Γερων Ἁλιος Gerōn Halios, łac. Geron Halius ‘Starzec Morski’) – w mitologii greckiej bóg morski, wróżbita.
Był bóstwem uczynnym i życzliwym dla żeglarzy. Uchodził za syna Pontosa i Gai (lub tytana Okeanosa i tytanidy Tetydy) oraz za brata Taumasa, Forkosa, Keto, Eurybii. Z Okeanidą Doris, która była jego żoną, spłodził córki Nereidy (nimfy morskie) i syna Neritesa. Zamieszkiwał głębiny Morza Egejskiego, między Samotraką a Imbrosem. Posiadał zdolność (otrzymał ją w darze od swojego ojca) przemieniania się w różnego rodzaju stworzenia i istoty. Potrafił także przepowiadać przyszłość.
W sztuce przedstawiany jest zwykle jako brodaty starzec jadący na trytonie lub hippokampie, z trójzębem.
Wyobrażenie o bóstwie przejawia się w greckim malarstwie wazowym i rzeźbie (fryz Ołtarza Pergamońskiego, przedstawiający sceny z gigantomachii).
Imieniem boga została nazwana jedna z planetoid – (4660) Nereus.